# La Forest-Landerneau
La Forest-Landerneau (tiếng Breton: Ar Forest-Landerne) là một xã của tỉnh Finistère, thuộc vùng Bretagne, miền tây bắc Pháp.

## Dân số
Người dân ở La Forest-Landerneau được gọi là Forestois.